# Cabezuela
Cabezuela é um município da Espanha na província de Segóvia, comunidade autónoma de Castela e Leão, de área 35,34 km² com população de 718 habitantes (2007) e densidade populacional de 20,32 hab./km².

## Demografia
| Variação demográfica do município entre 1991 e 2004 | Variação demográfica do município entre 1991 e 2004 | Variação demográfica do município entre 1991 e 2004 | Variação demográfica do município entre 1991 e 2004 |
| --------------------------------------------------- | --------------------------------------------------- | --------------------------------------------------- | --------------------------------------------------- |
| 1991                                                | 1996                                                | 2001                                                | 2004                                                |
| 772                                                 | 736                                                 | 713                                                 | 719                                                 |